# Harry F. Byrd junior

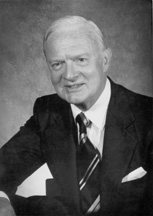
Harry F. Byrd junior

Harry Flood Byrd junior (* 20. Dezember 1914 in Winchester, Virginia; † 30. Juli 2013 ebenda) war ein parteiloser US-amerikanischer Politiker, der bis 1970 der Demokratischen Partei angehörte. Von 1965 bis 1983 saß er für den US-Bundesstaat Virginia im US-Senat.

## Biographie
Byrd wurde am 20. Dezember 1914 als ältestes Kind von Harry F. Byrd senior und seiner Frau Anne in Winchester geboren. Er hatte drei Geschwister, zwei Brüder und eine Schwester. Er wurde in eine der First families von Virginia geboren, seine Vorfahren ließen sich bis in die Kolonialzeit zurückverfolgen. 1931 schrieb sich Byrd am Virginia Military Institute ein. Zwei Jahre später wechselte er an die University of Virginia. 1935 verließ er die University ohne Abschluss, um für die Zeitung seines Vaters, den Winchester Star zu arbeiten. Sein Vater sagte ihm zu Beginn seiner Karriere: Wenn du einen Fehler machst, fliegst du raus!. Recht schnell etablierte sich Byrd als Redakteur, knapp ein Jahr nach seinem Einstieg übernahm er auch die Rolle des Herausgebers, damit sich sein Vater auf dessen politische Karriere im US-Senat konzentrieren konnte. Trotz allem behielt Byrd senior das Heft in der Hand, indem er weiterhin die Finanzen der Zeitung kontrollierte. 
1936 stieg Byrd bei der Harrisonburg Daily News Record ein, dessen Herausgeber er bis 1941 sowie erneut von 1946 bis 1981 war. Am 9. August 1941 heiratete Byrd Gretchen Thompson, mit ihr hatte er zwei Söhne und eine Tochter. Kurz nach seiner Hochzeit verpflichtete sich Byrd zum Militärdienst, er kämpfte für die US Navy im Zweiten Weltkrieg, zuletzt im Rang eines Lieutenant Commander. 1945 verließ er die Navy. Fortan widmete er sich sowohl dem Zeitungsgeschäft, als auch der Politik. Bereits in seiner Jugend, als sein Vater Gouverneur von Virginia war, begleitete er ihn auf Reisen durch den Bundesstaat. Sein Vater war zudem sein Mentor. Recht schnell gehörte er dem engsten Beraterkreis seines Vaters an. Von 1948 bis zu seiner Ernennung zum US-Senator war Byrd Mitglied im Senat von Virginia. Dort war er Vorsitzender des Justizausschusses. 
Im November 1965 erklärte Byrds Vater seinen Rücktritt als US-Senator, er gab hierfür gesundheitliche Gründe an. Der damalige Gouverneur von Virginia, Albertis S. Harrison, ernannte Byrd als den Nachfolger seines Vaters. 1966 gewann er eine Special election, somit konnte er die ursprüngliche Amtszeit seines Vaters zu Ende führen. 1970 kam es zum Bruch mit der Demokratischen Partei und zum Austritt Byrds. Die Partei verlangte, dass Mandatsträger einen Eid auf den kommenden Präsidentschaftskandidaten ablegten. Byrd widersetzte sich dem. Er war der Meinung, dass man keinen Blanko-Scheck ausstellen könnte, ohne den Kandidaten und dessen Wahlprogramm zu kennen. Bei den Senatswahlen in Virginia trat Byrd folglich als parteiloser Kandidat an. Er konnte seinen Sitz klar gegen Kandidaten der beiden großen Parteien verteidigen, zudem war er im Staat sehr beliebt. Er war der erste parteilose Kandidat, der einen Sitz im US-Senat durch Wählervotum halten konnte. Er arbeitete weiterhin bei den Demokraten mit, zeigte jedoch recht konservatives Abstimmungsverhalten, ähnlich wie sein Vater. So war er beispielsweise für eine strenge fiskalische Disziplin. 1976 gelang ihm erneut die Wiederwahl als US-Senator. Während seiner Zeit im Senat war Byrd unter anderem Mitglied im Finanz- und Militärausschuss. 1982 kandidierte nicht mehr, 1983 schied er folglich aus dem Senat aus. 
Auch nach seinem Rückzug aus der aktiven Politik blieb er weiterhin stets interessiert. So unterstützte er beispielsweise Mitt Romney bei den Präsidentschaftswahlen 2012. Seine Frau Gretchen starb bereits 1989. Am 30. Juli 2013 verstarb Byrd im Alter von 98 Jahren an einer Herzkrankheit in seinem Haus in seiner Geburtsstadt. Er wurde dort auf dem Mount Hebron Cemetery beigesetzt.